# پال تیسدل
پال تیسدل (انگلیسی: Paul Tisdale؛ زادهٔ ۱۴ ژانویهٔ ۱۹۷۳) یک بازیکن فوتبال است.